# Christophe Rousset
Pour les articles homonymes, voir Rousset.
Répertoire
Musique baroque
Christophe Rousset, né à Avignon, dans le quartier de Montfavet, le 12 avril 1961, est un claveciniste et chef d'orchestre français, spécialiste de la musique baroque.

## Biographie
Christophe Rousset développe très tôt une passion pour l’esthétique baroque, et commence des études de clavecin à la Schola Cantorum de Paris avec Huguette Dreyfus, puis au Conservatoire Royal de La Haye dans la classe de Bob van Asperen. Il suit également les cours d'esthétique musicale de Rémy Stricker. À 22 ans, il remporte le Premier prix du septième Concours de clavecin de Bruges (1983) ainsi que le Prix du public.
Remarqué par la presse internationale et les maisons de disques comme claveciniste, il commence sa  carrière de chef avec Les Arts florissants, puis Il Seminario Musicale, avant de créer son  propre ensemble, Les Talens Lyriques, en 1991.
Son objectif est alors d’explorer l’Europe musicale des XVIIe et XVIIIe siècles (opéra, cantate, oratorio, sonate, symphonie, concerto), ce qui l'amène à la fois à découvrir des partitions inédites (Antigona de Tommaso Traetta, La capricciosa corretta de Vicente Martín y Soler, Armida abbandonata de Niccolò Jommelli) et à interpréter des œuvres plus populaires.
Il est invité comme chef d'orchestre dans les festivals spécialisés, les opéras et les salles de concert du monde entier : Opéra de Paris, Théâtre des Champs-Élysées, Théâtre du Châtelet, Théâtre du Capitole de Toulouse, Opéra national des Pays-Bas, Opéra de Lausanne, Barbican Centre. Il participe aussi à de nombreux enregistrements discographiques (Harmonia Mundi, L'Oiseau-Lyre, Fnac Music, EMI-Virgin, Decca, Naïve et Ambroisie) : la bande-son du film Farinelli, Mitridate, re di Ponto de Wolfgang Amadeus Mozart, le Stabat Mater de Giovanni Battista Pergolesi.
Parallèlement à ses activités de chef d’orchestre à la tête des Talens Lyriques, Christophe Rousset poursuit sa carrière de claveciniste international et enregistre des œuvres de nombreux compositeurs : Louis Couperin, François Couperin, Jean-Philippe Rameau, Jean-Sébastien Bach, Antoine Forqueray, Jean-Henry d'Anglebert, Johann Jakob Froberger, Pancrace Royer, Le Clavier bien tempéré de Jean-Sébastien Bach.
Christophe Rousset est Chevalier de La Légion d'honneur, commandeur des Arts et des Lettres et chevalier de l'ordre national du Mérite. Il est le frère du DJ Jack El Calvo, spécialiste de la timba (style de salsa cubaine).

## Enregistrements

### En tant que claveciniste
- Jean-Sébastien Bach, Double Concertos, 1982 - L'Oiseau Lyre
- Luigi Boccherini, Quatuor pour deux clavecins, 1986 - Harmonia Mundi
- Jean-Philippe Rameau, Intégrale des Pièces de clavecin, 1991 - L'Oiseau Lyre
- Jean-Sébastien Bach, Italian Concerto BWV 971, French Overture BWV 831, Chromatic Fantazy & Fugue BWV 903, 1992 - L'Oiseau Lyre
- Johann Jakob Froberger, Suites et Toccatas, 1992 - Harmonia Mundi
- François Couperin, Troisième Livre de Pièces de Clavecin, 1993 - Harmonia Mundi
- Wilhelm Friedemann Bach, Pièces pour clavecin seul, 1993 - Harmonia Mundi
- Pancrace Royer, Pièces de clavecin, 1993 - L'Oiseau Lyre
- Jean-Sébastien Bach, Partitas BWV 825-830, 1993 - L'Oiseau Lyre
- François Couperin, Quatrième Livre de Pièces de Clavecin, 1994 - Harmonia Mundi
- François Couperin, Deuxième Livre de Pièces de Clavecin, 1994 - Harmonia Mundi
- Jean-Sébastien Bach, Goldberg Variations, 1995 - L'Oiseau Lyre
- Gaspard Le Roux, Intégrale des pièces de clavecin, 1995 - L'Oiseau Lyre
- François Couperin, Premier Livre de Pièces de Clavecin, 1995 - Harmonia Mundi
- Jean-Sébastien Bach, Concertos pour clavecins et orchestre BWV1053, 1055, 1058, 1995 - L'Oiseau Lyre
- François-Xavier Richter, Flötenmusik, Takashi Ogawa – RBM, 1996
- Wilhelm Friedemann Bach, Douze Polonaises, 1996 - Veritas/Virgin
- François Couperin, Intégrale Pièces de clavecin (1-4 Livres), 1996 - Harmonia Mundi
- Jean-Sébastien Bach, Concertos pour clavecins et orchestre BWV1052, 1054, 1056, 1042, 1997 - L'Oiseau Lyre
- Jean-Sébastien Bach, Intégrale des concertos pour clavecin, 1998 - Decca
- Scarlatti, 15 sonates : K. 44, 52, 53, 120, 124, 140°, 141°, 144°, 147, 426, 427, 450°, 461, 469 et 531 - clavecins Joachim José Antunes 1785 et Jacob Kirkman 1756° (14-16 avril 1997, Decca)[5] (OCLC 41463620)
- Jean-Henri d'Anglebert, Intégrale des pièces de clavecin, 2000 - Decca
- Antoine Forqueray, Pièces de clavecin, 2001 - Decca
- Jean-Sébastien Bach, Suites anglaises, 2003 - Naïve-Ambroisie-Astrée
- Jean-Sébastien Bach, Suites françaises, 2004 - Naïve-Ambroisie-Astrée
- Jean-Sébastien Bach, Klavierbuchlein für Wilhem Friedemann, 2005 - Naïve-Ambroisie-Astrée
- Pancrace Royer, Pancrace Royer, 2008 - Naïve-Ambroisie-Astrée
- Jean-Philippe Rameau, Les Indes Galantes, 2009 - Naïve-Ambroisie-Astrée
- Johann Jakob Froberger, Johann Jakob Froberger, 2010 - 2-Astrée
- Louis Couperin, Louis Couperin, 2010 - Aparté
- Jean-Sébastien Bach, Bach Fantasy, 2010 - Aparté
- Jean-Philippe Rameau & Louis Marchand, Marchand, Rameau, 2012 - Ambronay Editions
- Jacques Duphly, Jacques Duphly, 2012 - Aparté
- Jean-Sébastien Bach, Das Wohltemperierte Klavier (Le Clavier Bien Tempéré), volume 2, 2013 - Aparté
- Claude Balbastre, Pièces de clavecin livre I, 2017 - Aparté
- Armand-Louis Couperin, Pièces de clavecin, 2017 - Aparté
- François Couperin, Première et deuxième suite pour viole, 2018 - Aparté
- Louis Couperin, Nouvelles suites, 2018 - Harmonia Mundi
- Girolamo Frescobaldi, Toaccate e partite, 2019 - Aparté
- Marin Marais, Pièces de viole Livre I, 2020 – Aparté
- Le manuscrit de Madame Théobon, 2020 – Aparté
- Johann-Sebastian Bach, Die Kunst der Fugue (L'Art de la Fugue), 2023  – Aparté

### En tant que chef d'orchestre

#### Opéras
- Georg Friedrich Haendel, Scipione, 1993 / 2010 - Aparté
- Georg Friedrich Haendel, Riccardo Primo, re d’Inghilterra, 1996 - Decca
- Jean-Joseph Cassanéa de Mondonville, Les Fêtes de Paphos, 1997 - Decca
- Wolfgang Amadeus Mozart, Mitridate, rè di Ponto, 1999 - Decca
- Tommaso Traetta, Antigona, 2000 - Decca
- Jean-Baptiste Lully, Persée, 2001 - Astrée / Naïve
- Vicente Martín y Soler, La capricciosa corretta, 2004 - Naive Astrée
- Jean-Baptiste Lully, Roland, 2004 - Ambroisie
- Claudio Monteverdi , L’Incoronazione di Poppea, 2005 - DVD BBC / Opus Arte
- Antonio Salieri, La grotta di Trofonio, 2005 - CD/DVD Ambroisie
- Georg Friedrich Haendel, Serse, 2005 - TDK
- Niccolò Jommelli, Armida abbandonata, 2005 - Ambroisie
- Christoph Willibald Gluck, Philémon & Baucis, 2006 - Naïve-Ambroisie-Astrée
- Jean-Philippe Rameau, Zoroastre, 2007 - DVD Opus Arte
- Henry Desmarest , Vénus & Adonis, 2007 - Ambroisie-Naïve
- Manuel Garcia, Il Califfo di Bagdad, 2007 - Archiv Produktion
- Vicente Martín y Soler, Il Tutore Burlato, 2007 - L’Oiseau-Lyre
- Lully, Rameau, Gluck, Desmarest , Les Grandes Eaux musicales de Versailles, 2008 - CD Ambroisie
- Jean-Philippe Rameau, Castor & Pollux, 2008 - DVD Opus Arte
- Jean-Baptiste Lully, Bellérophon, 2011 - Aparté
- Luigi Cherubini, Médée, 2012 - DVD BelAir Classiques
- Antoine Dauvergne, Hercule Mourant, 2012 - Aparté
- Antonio Sacchini, Renaud, 2013 - Palazzetto Bru Zane
- Jean-Baptiste Lully, Phaëton (opéra), 2013 - Aparté
- Jean-Baptiste Lully, Amadis (opéra), 2014 - Aparté
- Antonio Salieri, Les Danaïdes (opéra), 2015 - Palazzetto Bru Zane
- Germaine Tailleferre , L’affaire Tailleferre/Quatre opéras bouffes, 2015-DVD BelAir Media
- Jean-Philippe Rameau, Zaïs, 2015 - Aparté
- Jean-Baptiste Lully, Armide, 2017 - Aparté
- Jean-Philippe Rameau, Les Indes galantes, 2015 - DVD Alpha
- Étienne Nicolas Méhul, Uthal, 2016 - Palazzetto Bru Zane
- Jean-Philippe Rameau, Pygmalion, 2017 - Aparté
- Jean-Baptiste Lully, Alceste, 2017 - Aparté
- Antonio Salieri, Les Horaces (en) (opéra), 2018 - Aparté
- Antonio Salieri, Tarare (opéra), 2019 - Aparté
- Charles Gounod, Faust (opéra), 2019 - Palazzetto Bru Zane
- Jean-Baptiste Lully, Isis (opéra), 2019 - Aparté
- Stefano Landi, La morte d'Orfeo, 2020 - DVD Naxos
- Antonio Salieri, Armida (en), 2021 - CD Aparté
- Jean-Baptiste Lully, Acis et Galatée (opéra), 2022 - Aparté
- Jean-Baptiste Lully, Psyché (opera), 2022 - Château de Versailles Spectacles
- Gaspare Spontini, La Vestale (opéra), 2023 - Palazzetto Bru Zane
- Jean-Baptiste Lully, Thésée (opéra), 2023 - Aparté
- Jean-Baptiste Lully, Atys (opéra), 2024 - Château de Versailles Spectacles
- Louise Bertin, Fausto (opéra), 2024 - Palazzetto Bru Zane
- Domenico Cimarosa, L'Olimpiade (opéra), 2024 - Château de Versailles Spectacles

#### Musique vocale
- Henry Du Mont, Motets en dialogue, 1992 - Virgin
- Pascal Collasse, Cantiques spirituels de Jean Racine, 1993 - Fnac Music
- François Couperin, Motets, 1993 - Fnac Music
- Daniel Danielis, Motets, 1993 - Koch Schwann
- Haendel, Broschi, Porpora, Johann Adolph Hasse, Pergolesi, Farinelli, Il castrato, 1994 - Naïve-Auvidis
- Haendel, Broschi, Giacomelli, Porpora, Johann Adolph Hasse, Leonardo Leo, Farinelli – A portrait, live in Bergen/Ann Hallenberg , 2016- Aparté
- Daniel Danielis, Motets d’Uppsala1997 - Cyprès
- Mozart, Haydn, Soler, Cimarosa, Salieri, Gazzaniga, Sarti/Roberto Scaltriti, Amadeus & Vienna, 1998 - Decca
- Giovanni Battista Pergolesi, Stabat Mater - Salve Regina, 1999 - Decca
- Giovanni Battista Pergolesi, Stabat Mater, 2020 - Outhere
- François Couperin, Leçons de ténèbres, Motets, Magnificat, 2000 - Decca
- Leonardo Leo, Miserere - Musique sacrée, 2002 - Decca
- José de Nebra, de Hita, Martin y Soler/Maria Bayo, Arias de Zarzuela barroca, 2003 - Naïve
- Georg Friedrich Haendel/Sandrine Piau, Opera seria, 2004 - Naïve
- De Lully à Gluck, Tragédiennes/Véronique Gens, 2006 - Virgin
- Wolfgang Amadeus Mozart, Airs sacrés/Sandrine Piau, 2006 - DVD Armide classics
- Wolfgang Amadeus Mozart, Betulia liberata, 2019 - Aparté
- Haendel/Opera Arias Joyce DiDonato, Furore, 2008 - Virgin Classics
- De Gluck à Berlioz, Tragédiennes 2/Véronique Gens, 2009 - Virgin Classics
- Méhul, Rodolphe Kreutzer, Salieri, Gluck, Gossec, Meyerbeer, Auguste Mermet, Berlioz, Saint-Saëns, Massenet, Verdi, Tragédiennes 3 “Héroïnes romantiques/Véronique Gens, 2011 - Virgin Classics
- François Couperin, Couperin et moi, 2018 - Aparté
- Jean-Baptiste Lully, Ballet royal de la Naissance de Vénus, 2021 - Aparté
- Hommage à Pauline Viardot (Gluck, Berlioz, Bellini, Masenet, Halévy, Rossini, Donizzetti, Saint-Saëns) / Marina Viotti, 2022 - Aparté
- François Couperin, The Sphere of Intimacy, 2022 - Aparté
- "In the Shadows" (Méhul, Beethoven, Rossini, Meyerbeer, Weber, Auber, Spontini, Bellini, Marschner, Wagner) / Michael Spyres , 2024 - Erato Warner Classics

#### Musique instrumentale
- Jean-Marie Leclair, Ouvertures et sonates en trio, 1993 - Fnac Music
- Lully, Campra, Marin Marais, André Cardinal Destouches, Jacques Cordier, Musiques à danser à la cour et à l'opéra, 1995 - Erato
- Jean-Philippe Rameau, Ouvertures, 1997 - Decca
- François Couperin, Les Goûts réunis, 2001 - Decca
- François Couperin, Les Nations, 2018 - Aparté
- François Couperin, Concerts Royaux, 2018 - Aparté[6]
- François Couperin, Couperin et moi, 2018 - Aparté
- Jean-Philippe Rameau, Six concerts en sextuor, 2003 - Decca
- Nicolas-Pancrace Royer , Surprising Royer, suites d'orchestre, 2022 - Aparté